# Intercontinental Rally Challenge 2009

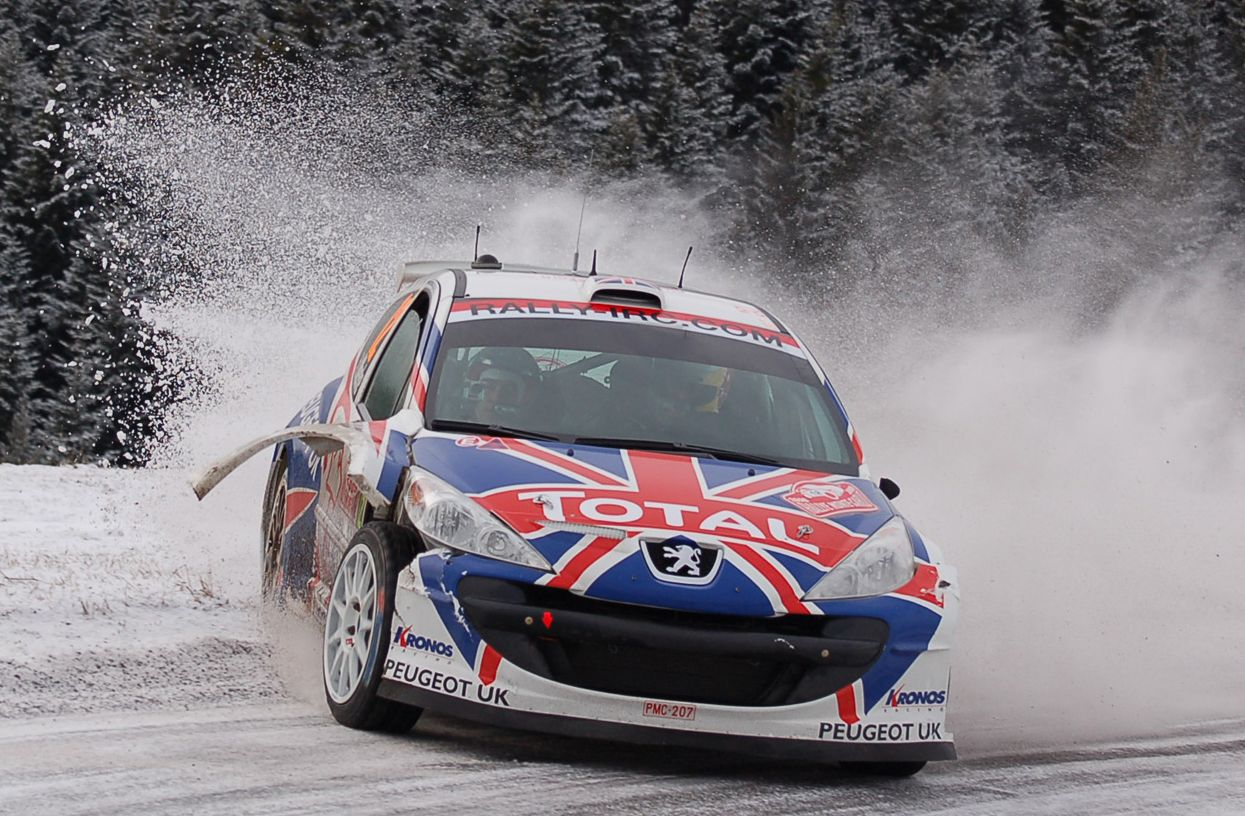
Kris Meeke a Paul Nagle s Peugeotem 207 S2000

Intercontinental Rally Challenge 2009 je název šampionátu v sezoně 2009. Šampionát je konkurenčním pro mistrovství světa v rallye. Vítězem se stal Kris Meeke s vozem Peugeot 207 S2000.

## Rallye Monte Carlo 2009
1. Sébastien Ogier, Julien Ingrassia - Peugeot 207 S2000
2. Freddy Loix, Isidor Smets - Peugeot 207 S2000
3. Stéphane Sarrazin, Jacques-Julien Renucci - Peugeot 207 S2000
4. Jan Kopecký, Petr Starý - Škoda Fabia S2000
5. Giandomenicco Basso, Mittia Dotta - Fiat Grande Punto Abarth S2000
6. Frederic Romeyer, Thomas Fournel - Mitsubishi Lancer EVO IX
7. Olivier Burri, Fabrice Gordon - Fiat Grande Punto Abarth S2000
8. Luca Betti, Alessandro Mattioda - Renault Clio R3
9. Patrick Artru, Patrice Virieux - Mitsubishi Lancer EVO IX
10. Damien Daumas, Christophe Jaussand - Renault Clio R3

## Rallye de Curitiba 2009
1. Kris Meeke, Paul Nagle - Peugeot 207 S2000
2. Nicolas Vouilloz, Nicolas Klinger - Peugeot 207 S2000
3. Giandomenico Basso, Mitia Dotta - Abarth Fiat Grande Punto S2000
4. Freddy Loix, Isidoor Smets - Peugeot 207 S2000
5. Alejandro Cancio, Santiago Garcia - Mitsubishi Lancer Evo IX
6. Raul Martinez, Javier Sebastian Montero - Subaru Impreza WRX
7. Gustavo Saba, Edgardo Galindo - Subaru Impreza WRX
8. Sebastian Abramian, Fernando Mussano - Subaru Impreza WRX
9. Rafael Túlio, Cesar Valandro - Peugeot 206 S1600
10. Luis Tedesco, Raphael Furtado - Fiat Palio

## Safari rallye 2009
1. Carl Tundo – Tim Jessop, Mitshubishi Lancer EVO IX
2. James Whyte – P. Archenoul, Subaru Impreza STI N10
3. A. Cavengh – S. Haji, Mitshubishi Lancer EVO IX
4. Lee Rose – Nick Patel, Mitshubishi Lancer EVO IX
5. Baldev Chager – F. Yusuf, Subaru Impreza STI N12
6. Muna Singh – David Sihoka, Subaru Impreza STI N10
7. Asad Anwar – Kashif Sheikh, Mitshubishi Lancer EVO IX
8. Mohamed Essa – D. Miller, Subaru Impreza STI N11
9. Navraj Hans – Frank Gitau, Mitshubishi Lancer EVO IX
10. Valery Bukera – N. Khetia, Subaru Impreza STI N10

## Azorská rallye 2009
1. Kris Meeke, Paul Nagle - Peugeot 207 S2000
2. Jan Kopecký, Petr Starý - Škoda Fabia S2000
3. Nicolas Vouilloz, Nicolas Klinger - Peugeot 207 S2000
4. Freddy Loix, Frédéric Miclotte - Peugeot 207 S2000
5. Fernando Peres, José Pedro Silva - Mitsubishi Lancer Evo IX
6. Wittmann jr. F., Ettel B. - Mitsubishi Lancer Evo IX
7. Conrad Rautenbach, Daniel Barritt - Peugeot 207 S2000
8. Ricardo Moura, Sancho Eiró - Mitsubishi Lancer Evo IX
9. Bruno Magalhaes, Carlos Magalhaes - Peugeot 207 S2000
10. Bernardo Sousa, Jorge Carvalho - Fiat Grande Punto Abarth S2000

## Ypres rallye 2009
1. Kris Meeke, Paul Nagle - Peugeot 207 S2000
2. Jan Kopecký, Petr Starý - Škoda Fabia S2000
3. Freddy Loix, Frédéric Miclotte - Peugeot 207 S2000
4. Peter Tsjonen, Eddy Checailler - Peugeot 207 S2000
5. Juho Hänninen, Mikko Markkula - Škoda Fabia S2000
6. Gilles Schammel, Jamoul Renaud - Peugeot 207 S2000
7. Jasper van den Heuvel, Martine Kolman - Mitsubishi Lancer EVO X
8. Giandomenico Basso, Mitia Dotta - Fiat Grande Punto Abarth S2000
9. Luca Betti, Alessandro Mattioda - Peugeot 207 S2000
10. Corrado Fontana, Carlo Cassina - Peugeot 207 S2000

## Ruská rallye 2009
1. Juho Hänninen, Mikko Markkula - Škoda Fabia S2000
2. Jan Kopecký, Petr Starý - Škoda Fabia S2000
3. Giandomenico Basso, Mitia Dotta - Fiat Grande Punto Abarth S2000
4. Patrik Flodin, Maria Andersson - Subaru Impreza STI N14
5. Guy Wilks, Phil Pugh - Proton Satria Neo S2000
6. Franz Wittmann jr., Ettel Berhard - Mitsubishi Lancer EVO IX
7. Anton Alen, Timo Alanne - Fiat Grande Punto S2000
8. Boris Zimin, Evgeniy Zhivoglazov - Mitsubishi Lancer EVO IX
9. Alexey Katkov, Alexey Chaykovskiy - Subaru Impreza WRX STI
10. Kaspar Koitla, Ain Heiskonen - Honda Civic Type-R

## Madeirská rallye 2009
1. Giandomenico Basso, Mitia Dotta - Fiat Grande Punto Abarth S2000
2. Bruno Magalhaes, Carlos Magalhaes - Peugeot 207 S2000
3. Alexandre Camacho, Pedro Calado - Peugeot 207 S2000
4. Nicolas Vouilloz, Nicolas Klinger - Peugeot 207 S2000
5. Kris Meeke, Paul Nagle - Peugeot 207 S2000
6. Freddy Loix, Frédéric Miclotte - Peugeot 207 S2000
7. Miguel Nunes, Victor Calado - Peugeot 207 S2000
8. Corrado Fontana, Carlo Cassina - Peugeot 207 S2000
9. Michal Solowow, Maciek Baran - Peugeot 207 S2000
10. Filipe Freitas, Daniel Figueiroa - Renault Clio S1600

## Barum rallye 2009
1. Jan Kopecký, Petr Starý - Škoda Fabia S2000
2. Kris Meeke, Paul Nagle - Peugeot 207 S2000
3. Juho Hänninen, Mikko Markkula - Škoda Fabia S2000
4. Roman Kresta, Petr Gross - Peugeot 207 S2000
5. Martin Prokop, Jan Tománek - Peugeot 207 S2000
6. Pavel Valoušek jr., Zdeněk Hrůza - Škoda Fabia S2000
7. János Toth, Robert Tagai - Peugeot 207 S2000
8. Václav Pech mladší, Petr Uhel - Mitsubishi Lancer EVO IX
9. Michal Solowow, Maciek Baran - Peugeot 207 S2000
10. Luca Rosetti, Matteo Chiarcossi - Fiat Grande Punto Abarth S2000

## Rallye de Asturias 2009
1. Jan Kopecký, Petr Starý - Škoda Fabia S2000
2. Sergio Vallejo, Diego Vallejo - Porsche 911 GT3
3. Enrique García Ojeda, Jorgi Barrabes Costa - Subaru Impreza WRX
4. Kris Meeke, Paul Nagle - Peugeot 207 S2000
5. Nicolas Vouilloz, Nicolas Klinger - Peugeot 207 S2000
6. Freddy Loix, Frédéric Miclotte - Peugeot 207 S2000
7. Corrado Fontana, Carlo Cassina - Peugeot 207 S2000
8. Alberto Hevia, Alberto Iglesias - Škoda Fabia S2000
9. Michal Solowow, Maciek Baran - Peugeot 207 S2000
10. Xavi Pons, Alex Haro - Mitsubishi Lancer EVO X

## Rallye San Remo 2009
1. Kris Meeke, Paul Nagle - Peugeot 207 S2000
2. Luca Rosetti, Matteo Chiarcossi - Fiant Grande Punto Abarth S2000
3. Nicolas Vouilloz, Nicolas Klinger - Peugeot 207 S2000
4. Freddy Loix, Frédéric Miclotte - Peugeot 207 S2000
5. Paolo Andreucci, Anna Andreussi - Peugeot 207 S2000
6. Renato Travaglia, Lorenzo Granai - Peugeot 207 S2000
7. Luca Cantamessa, Piercarlo Capolongo - Peugeot 207 S2000
8. Juho Hänninen, Mikko Markkula - Škoda Fabia S2000
9. Piero Longhi, Maurizio Imerito - Škoda Fabia S2000
10. Alessandro Perico, Fabrizio Carrara - Peugeot 207 S2000

## Skotská rallye 2009
1. Guy Wilks, Phil Pugh - Škoda Fabia S2000
2. Alister McRae, William Hayes - Proton Satria Neo S2000
3. Jonathan Greer, dai Roberts - Mitsubishi Lancer EVO IX
4. Jock Armstrong, Kirsty Riddick - Subaru Impreza
5. Kaspar Koitla, Andres Ots - Honda Civic Type-R
6. Eamonn Boland, Michael Joseph Morrissey - Mitsubishi Lancer EVO X
7. Sebastien Rosseaux, Serge Le Gars - Subaru Impreza STI
8. Thomas Cave, Craig Parry - Ford Fiesta ST
9. Willie Bonniwell, Neil Ewing - Mitsubishi Lancer EVO IX
10. Euan Thorburn, Andy Richardson - Subaru Impreza STI

## Celkové výsledky
1. Kris Meeke, Paul Nagle - Peugeot 207 S2000 - 60
2. Jan Kopecký, Petr Starý - Škoda Fabia S2000 - 49
3. Freddy Loix, Frédéric Miclotte - Peugeot 207 S2000 - 37
4. Nicolas Vouilloz, Nicolas Klinger - Peugeot 207 S2000 - 31
5. Giandomenico Basso, Mitia Dotta - Fiat Grande Punto Abarth S2000 - 28
6. Juho Hänninen, Mikko Markkula - Škoda Fabia S2000 - 21
7. Guy Wilks, Phil Pugh - Škoda Fabia S2000 - 15
8. Sébastien Ogier, Julien Ingrassia - Peugeot 207 S2000 - 10
9. Carl Tundo – Tim Jessop, Mitshubishi Lancer EVO IX - 10